# Tommaso de Regibus
Tommaso de Regibus (... – 11 febbraio 1483) è stato un vescovo cattolico italiano, vescovo di Acqui dal 1450 alla sua morte.

## Biografia

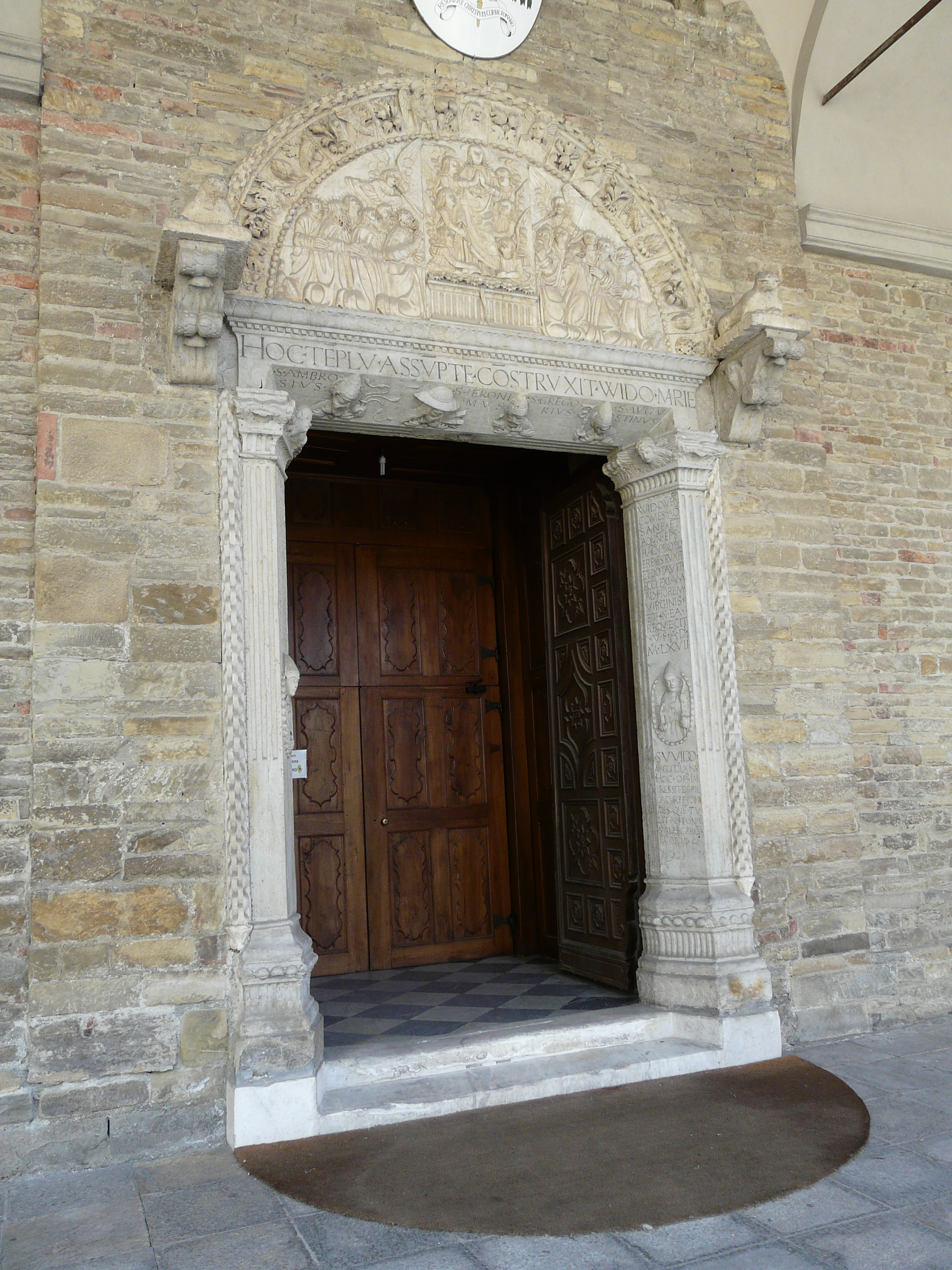
Il portale della cattedrale voluto dal vescovo e scolpito da Giovanni Pilacorte.

Tommaso de Regibus, arcidiacono del capitolo della cattedrale di Alba, fu eletto vescovo di Acqui il 14 ottobre 1450 da papa Nicolò V. La nomina di de Regibus avvenne durante una epidemia di peste nera: Iozzi ritiene che sia stato prima eletto dai canonici della cattedrale e successivamente confermato dal papa mentre Ravera ritiene che questo sia un errore di interpretazione dei documenti riguardanti la presa di possesso della cattedra episcopale del vescovo, la cui nomina sarebbe stata papale e semplicemente accettata e confermata dal clero acquese.
Tra i primi atti del vescovo il 29 settembre 1450 si segnala la riunione straordinaria con tutti i sacerdoti della diocesi per trattare della loro disciplina, in particolare dell'obbligo di residenza largamente disatteso nelle varie parrocchie.
Nel 1455 indisse il suo primo sinodo durante il quale vennero discussi i nuovi statuti del capitolo che verranno poi pubblicati una volta definitivamente approvati nel 1468. Nel 1477 convocò un altro sinodo da tenersi il 3 ottobre ma del quale non sono rimasti documenti.
Il 16 marzo 1456 ricevette da papa Callisto III, come anche tutti gli altri vescovi, il mandato di raccogliere fonti per l'organizzazione di una crociata contro i turchi e nel 1475 venne autorizzato da papa Sisto IV a riscuotere delle decime straordinarie in tutto il Monferrato sempre per fare fronte alla minaccia turca.
Il 6 giugno 1458 riscattò per la cifra di 1500 ducati il feudo di Bistagno che da anni era stato sottratto alla mensa vescovile anche se già alcuni anni dopo, nel 1470, il feudo ritornò nelle mani del marchese Guglielmo VIII del Monferrato.
Il 13 giugno 1459 concesse il benestare per la costruzione di un convento di carmelitani a Cremolino e nel 1473, nello stesso paese, decretò la soppressione delle parrocchie di Bruceta, Sant'Agata e San Biagio.
Il 19 settembre 1477 concesse ai francescani la chiesa e il monastero di Santa Maria de Brusetto a Cortemilia confermando che all'epoca quel territorio era ancora parte della diocesi.
Durante il suo episcopato si dimostrò molto attivo dal punto di vista architettonico per la Chiesa acquese: sotto il suo episcopato tra il 1460 e il 1473 venne conclusa la costruzione del palazzo vescovile, iniziata dal suo predecessore, e alla sua volontà si deve il portale della cattedrale di Santa Maria Assunta coi marmi marmi scolpiti dall'artista Giovanni Pilacorte nel 1481.
Morì l'11 febbraio 1483.